# Záchlumí (Plzeň)
Záchlumí é uma comuna checa localizada na região de Plzeň, distrito de Tachov.